# The Verve
The Verve (originalmente Verve) fue una banda  inglesa de rock alternativo, formada en Wigan, Inglaterra, en 1989. Estuvo compuesta originalmente por el vocalista Richard Ashcroft, el guitarrista Nick McCabe, el bajista Simon Jones y el baterista Peter Salisbury. Simon Tong se incorporó posteriormente como guitarrista.
Fue uno de los grupos británicos más importantes y exitosos a escala mundial de los años 1990, a pesar de las discusiones internas, problemas de salud, adicciones a las drogas y diversos pleitos judiciales que afectaron a sus integrantes.
En el año 1998 su álbum Urban hymns obtuvo el galardón de Mejor álbum del año en los Brit Awards 1998, también serían galardonados con un Grammy gracias a su afamada canción "Bitter Sweet Symphony". The Verve obtendría asimismo el premio a Mejor grupo del año, superando a bandas como Radiohead y Oasis.
Debido a problemas creativos entre el vocalista Ashcroft y el guitarrista McCabe, la banda se separó en 1999. En 2007, ocho años después de su ruptura, se reunieron para grabar un nuevo álbum, Forth, y comenzar una gira por el Reino Unido.

## Historia

### Formación y primer EP (1989-1992)

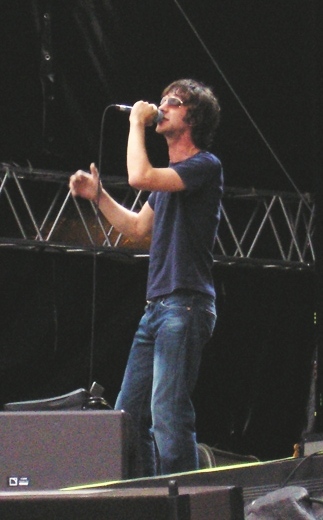
Richard Ashcroft

The Verve (originalmente llamada Verve) se formó en la ciudad de Wigan en 1989. Liderada por el cantante Richard Ashcroft, comenzó a tener cierto renombre a principios de 1991 por su habilidad para cautivar audiencias con sus aptitudes y texturas musicales.
Compartiendo los mismos gustos por The Beatles, Pink Floyd, Funkadelic y el Krautrock, firmaron con Hut Records y su primer EP, Verve EP, se convirtió en un gran éxito, impresionando a la audiencia por el trabajo de guitarra etérea de Nick McCabe y su rock espacial psicodélico.
El álbum, con la portada del diseñador Brian Cannon, fue publicado en el otoño de 1992, y del mismo se desprendieron los sencillos «All in the Mind», «She's a Superstar» y «Gravity Grave».

### Primer álbum (1993-1994)
Los primeros The Verve eran un grupo de jóvenes universitarios que ensayaban durante toda la noche en un local descrito por ellos como "frío y húmedo", los Splash Studios en Wigan, y financiaban sus sesiones con subsidios de desempleo.El primer álbum, A Storm in Heaven, se editó en 1993, bajo la tutela del productor de britpop John Leckie, con éxito para la crítica, aunque el público no lo secundó.
Su segundo sencillo, «Slide Away», llegó al primer puesto de las listas de indie rock. Debido al éxito obtenido, ganaron un lugar en el festival de rock alternativo Lollapalooza en 1994.
La gira tuvo un saldo negativo, ya que Ashcroft tuvo que ser hospitalizado a causa de la deshidratación que le produjo una sobredosis de éxtasis, y Salisbury fue arrestado por destrozar una habitación de hotel en Kansas.
Después de la gira, la discográfica de jazz Verve demandó a la banda por infringir el copyright y los forzó a cambiar el nombre a The Verve.

### Segundo álbum y primera ruptura (1995-1996)
El caos continuó durante las sesiones de grabación del siguiente álbum, A Northern Soul, aunque comenzaron en forma exitosa. Incluso McCabe se refirió a las tres primeras semanas de grabación como "las más felices de su vida".
No obstante, el abuso de las drogas y la relación turbulenta entre Ashcroft y McCabe comenzaban a desgastar al grupo. Ashcroft describió posteriormente la experiencia como "cuatro meses intensos, locos. Realmente fuera de control. De una forma genial, pero también de una forma terrible. Como sólo la buena música, las drogas malas y las emociones mezcladas pueden hacerlo".
Dejaron el sonido neo-psicodélico de A Storm in Heaven y se centraron en un rock alternativo más convencional. Los sencillos «This is Music», «On Your Own» y «History» llegaron al top 40 de las listas británicas. El estilo de los dos últimos fue particularmente novedoso, ya que se trataba de baladas.
A lo largo de este periodo, el guitarrista de Oasis y amigo de Ashcroft, Noel Gallagher, escribió la canción «Cast No Shadow», inspirada en el atormentado vocalista, incluyendo una broma interna sobre que Ashcroft estaba tan delgado que no hacía sombra. La obra se puede encontrar en el álbum (What's the Story) Morning Glory?. Ashcroft le devolvió la gentileza con la canción «Northern Soul».
Debido a los problemas internos y el hecho de que las ventas no resultaron tan buenas como se esperaba, se separaron momentáneamente tres meses después de la publicación del álbum.

### Éxito mundial (1996-1998)
Ashcroft intentó reunir a todos los integrantes unas pocas semanas después de la disolución, pero McCabe rechazó la invitación. Lo sustituyó Simon Tong, un antiguo compañero de colegio en Wigan, como guitarra solista durante la gira.
Ashcroft, Jones, Salisbury y Tong siguieron adelante y comenzaron a escribir canciones para el nuevo álbum, con lo que todo 1996 estuvo dedicado a las sesiones de grabación.
En 1997, Nick McCabe volvió a sumarse sin que Tong se marchara. En un momento crucial para ellos, con la formación al completo, pasaron por un proceso de grabación hasta acabar uno de los discos clásicos del britpop, Urban Hymns.
Por primera vez en su carrera, The Verve experimentó éxito comercial, no sólo en el Reino Unido, sino también en los Estados Unidos y en gran parte del mundo. El primer sencillo, «Bitter Sweet Symphony», entró en las listas británicas en el segundo lugar, y llegó al duodécimo puesto en los Estados Unidos.
También alcanzaron el Top Ten con los éxitos «Lucky Man» y «The Drugs Don’t Work», logrando este último el primer puesto en el Reino Unido.
Ese mismo año Urban Hymns obtendría el galardón de Mejor álbum del año en los Brit Awards 1998. The Verve obtendría así mismo el premio a Mejor grupo del año, superando a bandas como Radiohead y Oasis.

### Controversia y ruptura (1999)
Si bien la letra de «Bitter Sweet Symphony» fue escrita en su totalidad por Ashcroft, a partir del año 1999 se acredita también a Mick Jagger y Keith Richards. Esto se debe a que la canción utiliza un riff similar a «The Last Time», canción de los Rolling Stones. The Verve originalmente había negociado la utilización de este riff, pero la compañía que poseía los derechos argumentó que lo utilizó "más de lo estipulado". El problema llegó a instancias legales y The Verve se vio obligado a compartir los derechos de autor.
Sin embargo, y teniendo en cuenta el éxito obtenido por la canción, una nueva instancia judicial obligó a The Verve a ceder el 100% de los derechos. En una entrevista, Ashcroft dijo: "ésta es la mejor canción que Jagger y Richards han escrito en los últimos 20 años".
Ya en plena gira, el bajista Simon Jones perdió el conocimiento en el escenario. Además Nick McCabe abandonó la gira inesperadamente y decidió que no podía tolerar la vida de constantes viajes.
Continuaron con el guitarrista de estudio B.J. Cole, pero la fuerza que tenían desde su retorno se desvanecía. Después de ser cabeza de cartel en algunos festivales, guardaron silencio. Entonces comenzaron a correr rumores de que se separarían definitivamente, y finalmente, en abril de 1999, la separación se hizo oficial.

### Actividades después de la ruptura (1999-2007)
Simon Jones y Simon Tong comenzaron a formar un nuevo grupo, The Shining, con el ex guitarrista de The Stone Roses John Squire, aunque nunca acabó de conformarse en su totalidad. Tong también sustituyó a Graham Coxon en alguna de las giras de Blur y ha sido guitarrista adicional para Gorillaz.
Nick McCabe se mantuvo alejado de la escena musical excepto por un par de trabajos con John Martyn y The Music.
Peter Salisbury trabajó con Richard Ashcroft, además de unirse a la gira británica de 2004 de Black Rebel Motorcycle Club, tras el abandono momentáneo de su baterista. Formó además su propia banda en Stockport, Inglaterra, y formó una tienda dedicada a la venta especializada de baterías y otros instrumentos de percusión.
Richard Ashcroft ya había estado trabajando en su primer álbum en solitario previo a la ruptura, y desde entonces continuó con su carrera solista llegando a lanzar tres álbumes los cuales alcanzaron un éxito notable, entrando todos estos en el Top 5 Británico, a la par de colaboraciones con diversos artistas.

### Regreso y nuevo álbum (2007-2008)
En 2007, ocho años después de su separación, The Verve volvió a reunirse para grabar un nuevo álbum. Este hecho fue anunciado en un comunicado por Richard Ashcroft, líder y vocalista.
Con la presencia de sus cuatro integrantes originales, Richard Ashcroft, Nick McCabe, Simon Jones y Peter Salisbury, y la ausencia de Simon Tong, comenzaron a grabar nuevo material en un estudio de Londres. Simultáneamente, la banda salió de gira por el Reino Unido y los Estados Unidos, además de otros países de Europa y Asia.
El cuarto álbum fue oficialmente anunciado en junio de 2008: Forth. El mismo fue lanzado en agosto de dicho año, posteriormente a la edición del sencillo Love is Noise. Para finales de 2008, The Verve aseguró su presencia en diferentes festivales de Estados Unidos y Europa.
Su segundo sencillo fue "Rather Be", cosechando un éxito inferior a "Love is Noise".

### The Verve "en vacaciones" (2009-)
A principios de 2009 se rumoreaba que la banda se había separado por tercera vez, pero no se haría oficial hasta agosto de 2009. El diario británico The Guardian informó que The Verve habían roto por tercera vez. Jones y McCabe abandonaron a Ashcroft, ya que consideraban que estaba usando la reunión como un vehículo para conseguir encaminar su carrera en solitario.
McCabe y Jones desde entonces han lanzado su propio proyecto, Black Submarine (anteriormente conocido como The Black Ships), junto con el violinista y arreglista Davide Rossi y el baterista Mig Schillace.
El 23 de mayo de 2019, Richard Ashcroft publicó en Twitter que la banda The Rolling Stones regresó los derechos de "Bitter Sweet Symphony" a The Verve.

## Miembros
- Richard Ashcroft, voz, guitarras y teclados (1989-2009)
- Nick McCabe, guitarra líder (1989-2009)
- Simon Jones, bajo, coros (1989-2009)
- Peter Salisbury, batería (1989-2009)

### Miembros anteriores
- Simon Tong, guitarra y teclados (1995-1999)

### Miembros adicionales
- Bernard Butler, guitarra (1997)
- B.J. Cole, guitarra (1998-1999)
- Davide Rossi, violín y viola (2007-2008)

## Discografía
- A storm in heaven (1993)
- A northern soul (1995)
- Urban Hymns (1997)
- Forth (2008)